# Yu Kimura
Yu Kimura (木村 裕 Kimura Yu?, nacido el 3 de junio de 1994 en Chiba) es un futbolista japonés que se desempeña como centrocampista.

## Trayectoria

### Clubes
| Club             | País  | Año         |
| ---------------- | ----- | ----------- |
| Kashiwa Reysol   | Japón | 2013 - 2014 |
| J. League sub-22 | Japón | 2014        |
| V-Varen Nagasaki | Japón | 2015 -      |

## Estadística de carrera

### J. League
| Club             | Año   | J. League | J. League | Copa J. League | Copa J. League | Total | Total |
| Club             | Año   | Part.     | Goles     | Part.          | Goles          | Part. | Goles |
| ---------------- | ----- | --------- | --------- | -------------- | -------------- | ----- | ----- |
| Kashiwa Reysol   | 2013  | 3         | 0         | 0              | 0              | 3     | 0     |
| Kashiwa Reysol   | 2014  | 8         | 0         | 0              | 0              | 8     | 0     |
| J. League sub-22 | 2014  | 3         | 1         | -              | -              | 3     | 1     |
| V-Varen Nagasaki | 2015  | 26        | 4         | -              | -              | 26    | 4     |
| V-Varen Nagasaki | 2016  | 24        | 1         | -              | -              | 24    | 1     |
| V-Varen Nagasaki | 2017  | 18        | 5         | -              | -              | 18    | 5     |
| Total            | Total | 82        | 11        | 0              | 0              | 82    | 11    |